# دي ستيوارت
دي ستيوارت (بالإنجليزية: Di Stewart)‏ هي مقدمة تلفزيونية بريطانية، ولدت في 18 يناير 1979 في سالفورد في المملكة المتحدة.